# Dieter Haller
Dieter Haller (* 22. März 1962 in Plochingen) ist ein deutscher Ethnologe.

## Leben
Dieter Haller wuchs in Ebersbach an der Fils auf. Durch seinen Cousin Eberhard Haussmann wurde er an die Ethnologie herangeführt. Von 1982 bis 1991 studierte Haller an der Universität Heidelberg Ethnologie, Soziologie und Romanistik (Hispanistik), insbesondere bei Georg Pfeffer. Von 1985 bis 1986 führte er eine erste Feldforschung in Sevilla/Andalusien zum Thema „Machismo und Homosexualität“ durch, 1988 folgte eine zweite Forschungsphase. Er promovierte zum Forschungsthema grundständig unter Betreuung von Richard Burghart, Reinhold Löffler und Thomas Hauschild.
Zwischen 1991 und 2000 unterrichtete er als Lehrbeauftragter an verschiedenen Universitäten im In- und Ausland. 1995–97 arbeitete er als Projektleiter des Forschungsprojektes Ethnisierung und Nationenbildung im Mittelmeerraum: Gibraltar, an der Europa-Universität Viadrina, am Lehrstuhl für vergleichende Kultur- und Sozialanthropologie von Werner Schiffauer. In Gibraltar führte er von 1996 bis 1997 eine 12-monatige Feldforschung durch. Mit diesem Projekt habilitierte er sich 1999.
Nach verschiedenen Gast- und Vertretungsprofessuren (2000 Vertretung einer
C3-Professur am Institut für Europäische Ethnologie und Kulturanthropologie der Johann Wolfgang Goethe-Universität Frankfurt/Main; 2001 Gastprofessur am Institut für Völkerkunde der Universität Hamburg, 2001/02 Gastprofessur für Ethnologie am Laboratorio de Estudios Interculturales, Universidad de Granada/Spanien, 2003 Theodor Heuss Lecturer an der Gradudate Faculty of Political and Social Sciences at New School University/New York) folgte eine zweijährige Position als Adjunct Associate Professor für Cultural Anthropology am Department of Germanic Studies und am European Studies Center an der University of Texas/Austin. In San Antonio (The Alamo), Crawford (Texas) (Bush-Ranch), Dallas (Southfork Ranch), Luckenbach, Johnson City (Lyndon B. Johnson Ranch) führte er im Januar–Mai 2005 Feldforschungen zum Thema Texanische Identität durch.
Im WS 2005/06 wurde Haller auf die neu gegründete Professur für Sozialanthropologie (seit 2017: Ethnologie) an der Ruhr-Universität Bochum berufen. Seit 2006 organisiert er zusammen mit Irene Stengs (Meertens Institute, Amsterdam) das Forschernetzwerk Mainstream American Anthropology (MACNet) innerhalb der European Association of Social Anthropologists (EASA). Er ist Gründungsmitglied und von 2010 bis 2014 Mitglied im Direktorium des ersten deutschen Zentrums für Mittelmeerstudien (Ruhr-Uni Bochum).
Im Rahmen des Opus-Magnum-Programmes der VW-Stiftung (2009–2011) legte er eine Geschichte der bundesrepublikanischen Ethnologie vor.
2013/14 führte er eine einjährige ethnologische Feldforschung in Tanger/Marokko zum Thema „Formen der Daseinsbewältigung im Kontext der Transformation der Häfen Tangers“ durch. Haller forscht weiterhin in Tanger und im Norden Marokkos, insbesondere über Kosmopolitismus, Modernisierung, Sufismus, Trance und Besessenheit.
Seit 2019 forscht Haller ethnographisch und historisch über die Beziehungen zwischen Gibraltar und Tanger, sowie über die Effekte des Brexit(prozesses) auf Gibraltar.
Haller ist Großneffe des Schweizer Malers Samuel Wülser und des Göttinger Chemikers Ulrich Schöllkopf.

## Wissenschaftliches Wirken
Dieter Haller gilt als ausgewiesener Fachhistoriker, der die einzige Fachgeschichte der bundesdeutschen Ethnologie vorgelegt sowie ein Webportal zu den Biographien bundesdeutscher Fachvertreter und Fachvertreterinnen entwickelt und öffentlich zugänglich gemacht hat.
Seine Forschungs-, Lehr- und Publikationstätigkeit kreisen um die Entwicklung einer Theorie der Grenzen, die sich aus mehreren langandauernden ethnologischen Feldforschungen in den Bereichen Gender, politische Grenzen und Menschen/Geistwesen speist. Hallers Forschungsregion ist der westliche Mittelmeerraum, insbesondere Andalusien, Gibraltar und die Stadt Tanger. Mit dem Konzept der „Boughazidad“ (Meerengenschaft; „Boughaz“ = marokkan. für Straße von Gibraltar) arbeitet Haller an einer Kritik des auf Bekenntnis basierten Identitätsbegriffes und stellt praktische (v. a. multisensorielle, nachbarschaftliche und räumliche) Identifikationen in den Mittelpunkt. In diesem Zusammenhang ist auch seine Forschung über die Beeinflussung der modernen Sozialwissenschaften durch arabische Denker und Erfahrungen zu verstehen.
Haller denkt wissenschaftliche Grundkategorien neu, indem er etwa Definitionen (lat. de fines = von den Grenzen) nicht von linearen (europäischen) Grenzvorstellungen umzäunt begreift, sondern den Grenzbegriff zonal versteht, so wie dies in vielen Kulturen Außereuropas der Fall ist.
Haller vertritt eine Kombination zweier traditioneller Fachverständnisse, der langandauernden Feldforschung und der kulturhistorischen Forschung.
In der Debatte (2017) um die Neubenennung der Deutschen Gesellschaft für Völkerkunde vertrat er die Befürwortung der Umbenennung in Deutsche Gesellschaft für Ethnologie anstatt schon im Namen der Fachgesellschaft den Begriff der Anthropologie zu integrieren. Anthropologie, so Haller in Anerkennung der ontologischen Wende des Faches, stelle den Menschen allein in den Mittelpunkt der Betrachtung und verbleibe damit in einer eurozentrischen Perspektive, die jenen Ethnien, in deren Weltbild auch anderen Wesenheiten einen Personen- und Akteurscharakter zugemessen werde, ihre eigenen Kategorien überstülpen würde.
Zusammen mit dem marokkanischen Philosophen und Politikwissenschaftler Rachid Boutayeb arbeitet Haller seit 2020 an einer Revision des Begriffes des Kontinentalen.
Zu seinen langfristigen Lehr- und Forschungsinteressen zählen: Ethnologie des Mittelmeerraumes; Hafenkulturen; Sozialwissenschaften und Kolonialismus; Ethnozentrismus; Grenzen als Räume des Überganges; Urbanismus, Stadtentwicklung, städtischer Wandel und Architektur; Ethnologie der Sexualität; Ontologien; Trancen und Besessenheit.

## Schriften (Auswahl)
- Sevilla – ein Stadtbuch (1992)
- Machismo und Homosexualität – zur Geschlechtsrollenkonzeption des Mannes in Andalusien, Dissertation an der Univ. Heidelberg 1992
- Koautor von Begegnen – Verstehen – Handeln: Handbuch für Interkulturelles Kommunikationstraining (1993)
- Borders and Borderlands – An Anthropological Perspective, herausgegeben zusammen mit Hastings Donnan als Sonderband der ZS „Ethnologia Europaea“, 30(2), 2000
- Gelebte Grenze Gibraltar – Transnationalismus, Lokalität und Identität in kulturanthropologischer Perspektive, Wiesbaden: Deutscher Universitätsverlag 2002
- DTV-Atlas zur Ethnologie, München: dtv 2. Auflage 2010
- Corruption: Anthropological Perspectives, herausgegeben zusammen mit Cris Shore. London: Pluto Press 2005
- Lone Star Texas – Ethnographische Notizen aus einem unbekannten Land, Bielefeld: transcript 2007
- Die Suche nach dem Fremden – Geschichte der Ethnologie in der Bundesrepublik 1945-1990, Frankfurt/Main: Campus 2012
- Handbuch der Mediterranistik – Systematische Mittelmeerforschung und disziplinäre Zugänge. Mihran Dabag/Dieter Haller/Nikolas Jaspert/Achim Lichtenberger (Hg.). Paderborn: Verlag Ferdinand Schöningh, Reihe Mittelmeerstudien, 2015.
- Essays on Heritage, Tourism and Society in the MENA Region – Proceedings of the International Heritage Conference 2013 at Tangier, Morocco. Dieter Haller/Achim Lichtenberger/Meike Meerpohl (Hg.). Paderborn: Verlag Ferdinand Schöningh, Reihe Mittelmeerstudien 2015
- Mediterranean Research in the 21st Century. Mihran Dabag/Dieter Haller/Nikolas Jaspert/Achim Lichtenberger (Hg.). Paderborn: Verlag Ferdinand Schöningh, Reihe Mittelmeerstudien. 2016
- Tanger – der Hafen, die Geister, die Lust: eine Ethnographie. Bielefeld, transcript 2016
- Focus sur Tanger – Là où l'Afrique et l'Europe se rencontrent. Dieter Haller, Steffen Wippel, Helmut Reifeld (Hgs.): Rabat, Konrad-Adenauer-Stiftung, Bureau du Maroc. 2016
- Ontologische Verwicklungen – die Vernunft und die Geister, in: Psychosozial 146, Heft IV, 2017: 45–61
- Sex: Ethnographic Encounters. Richard Joseph Martin & Dieter Haller (Hrsg.). London, Bloomsbury 2018
- Die Grenze als epistemologisches Privileg – Mediterrane Erfahrungen. Erschienen als Diskussionspapiere –  Wirtschaft, Gesellschaft und Geographie im Vorderen Orient (Hrsg. Steffen Wippel), Band 120. Berlin/Boston: De Gruyter. 2021
- TanGib – A Tale of one City: an Ethnography. Bielefeld, transcript 2021
- Boughazidad. Aschaffenburg, Alibri Verlag 2022